# Ford Festiva
Ford Festiva – субкомпактный автомобиль, производившийся Kia Motors с 1986 года по 1997 год, базировалась на модели Kia Pride, обе они основаны на платформе Mazda DA  и предназначался для продаж в Северной Америке, Азии и Австралазии. 
С 1988 по 1993 годы машина продавалась в Северной Америке, сменив на конвейере устаревшую Ford Fiesta, с 1988 по 1991 годы в Европе и всём мире под именем Mazda 121, пока не была заменена на более современную Mazda Autozam Revue. В отдельных странах этот автомобиль продавался как Kia Pride. А в Иране и Сирии Ford Festiva заменил устаревшую модель Nasim и более новую Saipa 141.

## Первое поколение
В 1986 году субкомпактная Festiva была представлена в Японии, а в Северной Америке и Европе (как Mazda 121) в 1988 году. 
Festiva имела хороший сбыт, и машина прекрасно вписывалась в новую маркетинговую политику Ford продажи более высокого класса автомобилей. Первоначально острую конкуренцию составлял Yugo, который был немного большим, и стоил 3990 $, но Yugo быстро потерял доверие благодаря более низкому качеству. Начальные продажи были на хорошем уровне, но к 1990-м, продажи Festiva начали падать. Ford Festiva, продаваемый в Японии и Mazda 121, экспортируемая в Европу, строились компанией Mazda в Японии. Североамериканские модели выпускались согласно лицензии Kia Motors в Корее. После того, как оригинальная 121 модель перестала продаваться в Европе, Kia стала продавать Festiva под маркой Kia Pride. Продажи закончились в 1993 году.

## Второе поколение
Второе поколение Ford Festiva создавалось совместно Kia Motors и Ford USA. Продажи начались в 1994 году. Автомобиль технически почти не отличался от ранней модели, но изменился в размерах и получил более округлый кузов в соответствии с модными веяниями 90-х в стиле «биодизайн».
В 1997 году автомобиль получил новый передний бампер с овальной решеткой радиатора, чтобы соответствовать новому «фордовскому» стилю в котором были выполнены дебютировавший Ford Contour и обновленный Ford Taurus. Aspire исчез из модельного ряда Ford в Соединенных Штатах с 1997 года. Второе поколение Festiva продолжали продавать в Австралии до 2000 года, а затем заменили моделью Ford Ka. Kia Motors закончил свои отношения с Ford Motor Company и приступил к независимому выпуску модели Kia Rio, которую можно считать наследником Festiva.

## Дополнительно
Пока на некоторых рынках машина позиционировалась как второе поколение Ford Festiva, североамериканские автодилеры продавали его как новый автомобиль под названием Ford Aspire.